# Stary rycerz
Stary rycerz – romans bizantyński z przełomu XIII i XIV wieku.
Romans Stary rycerz (Ho présbys hyppótes), zachował się jedynie w większym fragmencie obejmującym 306 nierymowanych wierszy politycznych. Utwór jest przeróbką francuskiej powieści prozą autorstwa Gyrona le Courtois należącej do cyklu rycerzy Okrągłego Stołu (Strongýle trápeza), dokonaną prawdopodobnie w oparciu o wersję włoską Rusticiana da Pisa (1272–1298). W zachowanym fragmencie stary rycerz zwycięża podczas turnieju na dworze króla Artusa młodych przeciwników. Brannor te Brun walczy na nim z Palamedesem, Gauvainem, Tristanem i Lancelotem du Lac. Romans ozdabiają cytaty z poematów Homera. Obyczaje bohaterów są po części trojańskie po części wzięte z dworu bretońskiego. Król Artus zwraca się do swej żony Zenowry (Ginewra) słowami Hektora skierowanymi do Andromachy.
Stary rycerz został napisany w języku pośrednim między ludowym a czysto literackim. Powstał najprawdopodobniej na Cyprze na przełomie XIII i XIV wieku.